# Phaenicophilus
Phaenicophilus – rodzaj ptaków z rodziny hispaniolczyków (Phaenicophilidae).

## Występowanie
Rodzaj obejmuje gatunki występujące na Haiti i dwóch sąsiednich wyspach.

## Morfologia
Długość ciała 17–18 cm, masa ciała 24–32 g.

## Systematyka

### Etymologia
Nazwa rodzajowa jest połączeniem słów z języka greckiego: φοινιξ phoinix, φοινικος phoinikos – „drzewo palmowe” oraz φιλος philos – „miłośnik”.

### Gatunek typowy
Turdus palmarum Linnaeus

### Podział systematyczny
Do rodzaju należą następujące gatunki:
- Phaenicophilus palmarum (Linnaeus, 1766) – hispaniolczyk czarnołbisty
- Phaenicophilus poliocephalus (Bonaparte, 1851) – hispaniolczyk szarołbisty